# Distribución beta-binomial

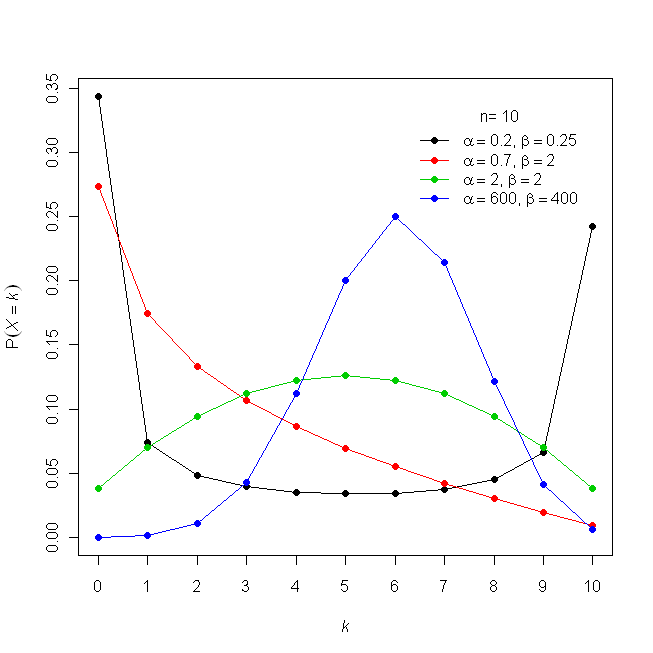
Densidades de la función beta-binomial para distintos valores de alfa y de beta.

En la teoría de la probabilidad y la estadística, la distribución beta-binomial es una familia de distribuciones discretas de probabilidad sobre un dominio finito de enteros no negativos que surgen cuando la probabilidad de éxito en cada uno de un número fijo o conocido de ensayos de Bernoulli es desconocida o aleatoria. La distribución beta-binomial es la distribución binomial en la que la probabilidad de éxito en cada ensayo no es fija sino aleatoria y sigue la distribución beta. Se utiliza con frecuencia en la estadística bayesiana, métodos empíricos de Bayes y estadísticas clásicas para capturar la sobredispersión en datos distribuidos de tipo binomial.
Se reduce a la distribución de Bernoulli como un caso especial cuando n = 1. Para α = β = 1, es la distribución uniforme discreta de 0 a n. También se aproxima arbitrariamente a la distribución binomial para α y β grandes. El beta-binomial es una versión unidimensional de la distribución Dirichlet-multinomial, ya que las distribuciones binomial y beta son versiones univariadas de las distribuciones multinomial y Dirichlet, respectivamente.

## Motivación y derivación

### Distribución Beta-binomial como una distribución compuesta
La distribución Beta es una distribución conjugada de la distribución binomial. Este hecho conduce a una distribución compositiva analíticamente manejable donde se puede pensar en el parámetro {\displaystyle p} en la distribución binomial como siendo aleatoriamente extraído de una distribución beta. A saber, si
{\displaystyle {\begin{aligned}X&\sim \operatorname {Bin} (n,p)\\\end{aligned}}}
entonces
{\displaystyle {\begin{aligned}P(X=k|p,n)&=L(p|k)={n \choose k}p^{k}(1-p)^{n-k}\end{aligned}}}
Donde Bin (n, p) representa la distribución binomial, y donde p es una variable aleatoria con una distribución beta.
{\displaystyle {\begin{aligned}\pi (p|\alpha ,\beta )&=\mathrm {Beta} (\alpha ,\beta )\\&={\frac {p^{\alpha -1}(1-p)^{\beta -1}}{\mathrm {B} (\alpha ,\beta )}}\end{aligned}}}
entonces la distribución del compuesto está dada por
{\displaystyle {\begin{aligned}f(k|n,\alpha ,\beta )&=\int _{0}^{1}L(p|k)\pi (p|\alpha ,\beta )\,dp\\&={n \choose k}{\frac {1}{\mathrm {B} (\alpha ,\beta )}}\int _{0}^{1}p^{k+\alpha -1}(1-p)^{n-k+\beta -1}\,dp\\&={n \choose k}{\frac {\mathrm {B} (k+\alpha ,n-k+\beta )}{\mathrm {B} (\alpha ,\beta )}}.\end{aligned}}}
Utilizando las propiedades de la función beta, esto puede escribirse alternativamente
{\displaystyle f(k|n,\alpha ,\beta )={\frac {\Gamma (n+1)}{\Gamma (k+1)\Gamma (n-k+1)}}{\frac {\Gamma (k+\alpha )\Gamma (n-k+\beta )}{\Gamma (n+\alpha +\beta )}}{\frac {\Gamma (\alpha +\beta )}{\Gamma (\alpha )\Gamma (\beta )}}.}

### Beta-binomial como un modelo de urna
La distribución beta-binomial también puede ser motivada a través de un modelo de urna para valores enteros positivos de α y β, conocido como el modelo de urna Polya. Específicamente, imagine una urna que contiene bolas rojas α y bolas negras β, donde se hacen sorteos al azar. Si se observa una bola roja, entonces dos bolas rojas se devuelven a la urna. Del mismo modo, si se observa una bola negra, dos bolas negras se devuelven a la urna. Si esto se repite n veces, entonces la probabilidad de observar k bolas rojas sigue una distribución beta-binomial con los parámetros n, α y β.
Tenga en cuenta que si los sorteos aleatorios son con sustitución simple (no se añaden bolas por encima de la bola observada a la urna), entonces la distribución sigue una distribución binomial y si los sorteos al azar se hacen sin reemplazo, la distribución sigue una distribución hipergeométrica.

## Momentos y propiedades
Los tres momentos en crudo son:
{\displaystyle {\begin{aligned}\mu _{1}&={\frac {n\alpha }{\alpha +\beta }}\\[8pt]\mu _{2}&={\frac {n\alpha [n(1+\alpha )+\beta ]}{(\alpha +\beta )(1+\alpha +\beta )}}\\[8pt]\mu _{3}&={\frac {n\alpha [n^{2}(1+\alpha )(2+\alpha )+3n(1+\alpha )\beta +\beta (\beta -\alpha )]}{(\alpha +\beta )(1+\alpha +\beta )(2+\alpha +\beta )}}\end{aligned}}}
Y la curtosis es:
{\displaystyle \beta _{2}={\frac {(\alpha +\beta )^{2}(1+\alpha +\beta )}{n\alpha \beta (\alpha +\beta +2)(\alpha +\beta +3)(\alpha +\beta +n)}}\left[(\alpha +\beta )(\alpha +\beta -1+6n)+3\alpha \beta (n-2)+6n^{2}-{\frac {3\alpha \beta n(6-n)}{\alpha +\beta }}-{\frac {18\alpha \beta n^{2}}{(\alpha +\beta )^{2}}}\right].}
Siendo {\displaystyle \pi ={\frac {\alpha }{\alpha +\beta }}\!} podemos notar, que la media puede ser escrito como:
{\displaystyle \mu ={\frac {n\alpha }{\alpha +\beta }}=n\pi \!}
y la variación como:
{\displaystyle \sigma ^{2}={\frac {n\alpha \beta (\alpha +\beta +n)}{(\alpha +\beta )^{2}(\alpha +\beta +1)}}=n\pi (1-\pi ){\frac {\alpha +\beta +n}{\alpha +\beta +1}}=n\pi (1-\pi )[1+(n-1)\rho ]\!}
donde {\displaystyle \rho ={\tfrac {1}{\alpha +\beta +1}}\!}. El parámetro {\displaystyle \rho \!} es conocido como "Clase interna" o "Grupo interno". Es ésta la correlación positiva la cual da alcance a la sobredepresión.
La siguiente relación recurrente afirma que:
{\displaystyle \left\{{\begin{array}{l}(\alpha +k)(n-k)p(k)-(k+1)p(k+1)(\beta -k+n-1)=0,\\[10pt]p(0)={\frac {(\beta )_{n}}{(\alpha +\beta )_{n}}}\end{array}}\right\}}

## Estimación de máxima verosimilitud
Mientras que las formas cerradas de estimaciones de máxima verosimilitud no son prácticas, dado que un pdf está formado por funciones comunes, las cuales pueden ser fácilmente encontradas por la vía de la optimización numérica. La estimación de máxima verosimilitud estima mediante datos empíricos que pueden ser computados usando métodos generales para adaptar las distribuciones multinomiales Pòlya, métodos descritos en Minka 2003. El paquete de R VGAM, a través de la función vglm, con estimación de máxima verosimilitud, facilita la adecuación de modelos tipo glm con respuestas distribuidas de acuerdo con la distribución beta-binomial. Nótese también que no hay requerimientos, que n está ajustado a través de las observaciones.

## Ejemplo
Los datos siguientes indican el número de niños entre los 12 primeros jóvenes de familias de 13 integrantes en 6115 familias cogidas de los historiales médicos del siglo XIX en Saxony. El 13º joven es ignorado para mitigar el efecto de familias no aleatoriamente escogidas, parando cuando el género deseado es alcanzado.
| Males    | 0 | 1  | 2   | 3   | 4   | 5    | 6    | 7    | 8   | 9   | 10  | 11 | 12 |
| Families | 3 | 24 | 104 | 286 | 670 | 1033 | 1343 | 1112 | 829 | 478 | 181 | 45 | 7  |

Podemos observar que los primeros dos momentos de muestra son:
{\displaystyle {\begin{aligned}m_{1}&=6.23\\m_{2}&=42.31\\n&=12\end{aligned}}}
y que por lo tanto el método de estimaciones de momentos es:
{\displaystyle {\begin{aligned}{\hat {\alpha }}&=34.1350\\{\hat {\beta }}&=31.6085.\end{aligned}}}
La estimación de máxima verosimilitud es encontrada numéricamente:
{\displaystyle {\begin{aligned}{\hat {\alpha }}_{\mathrm {mle} }&=34.09558\\{\hat {\beta }}_{\mathrm {mle} }&=31.5715\end{aligned}}}
y que el logaritmo de máxima verosimilitud maximizado es:
{\displaystyle \log {\mathcal {L}}=-12492.9}
de lo cual podemos deducir que el AIC
{\displaystyle {\mathit {AIC}}=24989.74.}
El AIC para concurrir el modelo binomial es AIC = 25070.34 y por lo cual podemos ver que el modelo beta-binomial provee un ajuste superior al de los datos. P.E. hay una evidencia para sobre-depresión. Trivers and Willard publicó una justificación teórica para heterogeneidad (también conocida como "explosividad") en la propensión de género entre los mamíferos descendientes, es decir, la sobre-depresión.
P.E.
El ajuste superior es evidente sobre todo en las colas:
| Males                                   | 0   | 1    | 2     | 3     | 4     | 5      | 6      | 7      | 8     | 9     | 10    | 11   | 12  |
| Observed Families                       | 3   | 24   | 104   | 286   | 670   | 1033   | 1343   | 1112   | 829   | 478   | 181   | 45   | 7   |
| Fitted Expected (Beta-Binomial)         | 2.3 | 22.6 | 104.8 | 310.9 | 655.7 | 1036.2 | 1257.9 | 1182.1 | 853.6 | 461.9 | 177.9 | 43.8 | 5.2 |
| Fitted Expected (Binomial p = 0.519215) | 0.9 | 12.1 | 71.8  | 258.5 | 628.1 | 1085.2 | 1367.3 | 1265.6 | 854.2 | 410.0 | 132.8 | 26.1 | 2.3 |

- Datos: Q307557